# Pukarua (atolón)
Pukarua o Apucarua, Pukaruha, Pouka-Rouha, Puka-Ruka y Serle, es un atolón de las Tuamotu, en la Polinesia Francesa. Está situado al este del archipiélago, a unos 1.350 km de Tahití.

## Geografía
Pukarua se encuentra 53 km al oeste-noroeste de Reao, el atolón más cercano con el que forma la comuna de Reao y 1280 kilómetros al este de Tahití. Tiene forma lenticular, de más de 16 km de longitud y 4,5 km de anchura máxima de 7 km²de superficie. No hay pase navegable para entrar en la laguna de 23 km², pero hay un canal poco profundo y un embarcadero que permite la recepción de pequeñas embarcaciones.
El único pueblo, Marautagaroa, ubicado en la punta oeste del atolón acoge a un centenar de habitantes.
Desde un punto de vista geológica, el atolón es la capa coralina 310 metros que recubre la cumbre del monte volcánico submarino homónimo, que asciende 2195 metros desde la corteza oceánica, y que se formó hace aproximadamente entre 36,8 y 37,3 millones de años.

## Historia
Fue descubierto por los europeos el 28 de mayo de 1797, por el marino inglés James Wilson en un viaje entre Tongatapu y las Islas Marquesas a bordo del Duff.  La isla estaba deshabitada durante su visita, pero encontró evidencia de ocupación reciente. Nombró el atolón Serle Island, en honor a un amigo que tenía en la Oficina de Transporte de Inglaterra.
El navegante francés Louis Isidore Duperrey abordó atolón en abril de 1823 en el barco La Coquille. También visitaron el atolón, Frederick William Beechey el 21 de enero de 1826, Jules Dumont d'Urville atracó en agosto de 1838 y al año siguiente, el estadounidense Charles Wilkes, durante su expedición austral.
A mediados del siglo XIX, Pukarua se convierte en un territorio francés, poblado por unos 30 habitantes polinesios en 1850. El atolón es entonces evangelizó con la fundación de la parroquia San Benito en 1875 y la construcción de la iglesia del mismo nombre en la Diócesis de Papetee.

## Economía
La actividad principal del atolón está ligada al turismo. La laguna de Pukarua es propicia para el buceo libre debido a su colonia de almejas gigantes o pa’ua (Tridacna gigas) relativamente escasas en otros mares.
El atolón de Pukarua está dotado de un aeródromo inaugurado en 1979, cuya pista fue ampliada para pasar de 900 a 1200 metros en abril de 2006.

## Galería

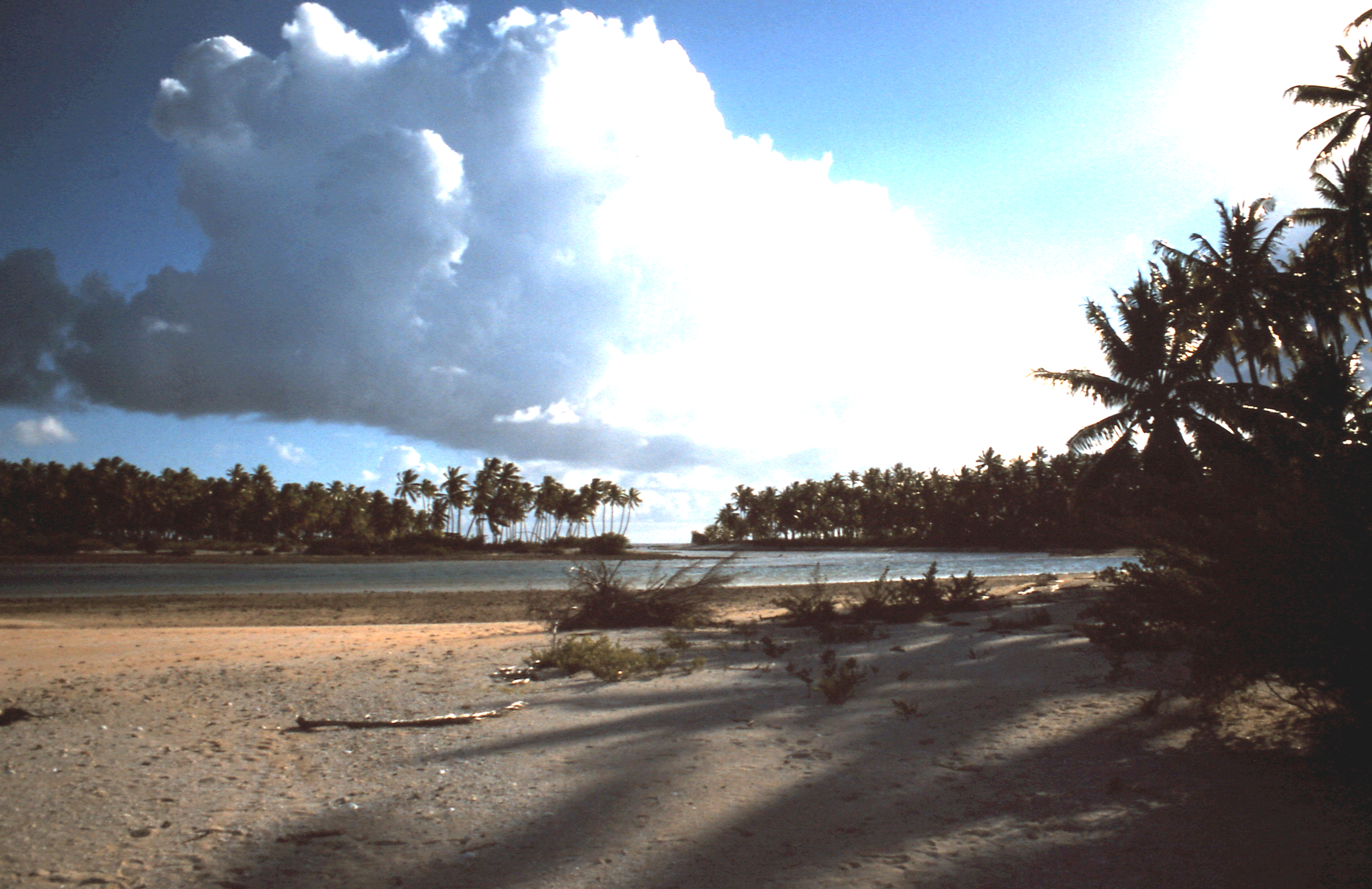
Vegetación del atolón.
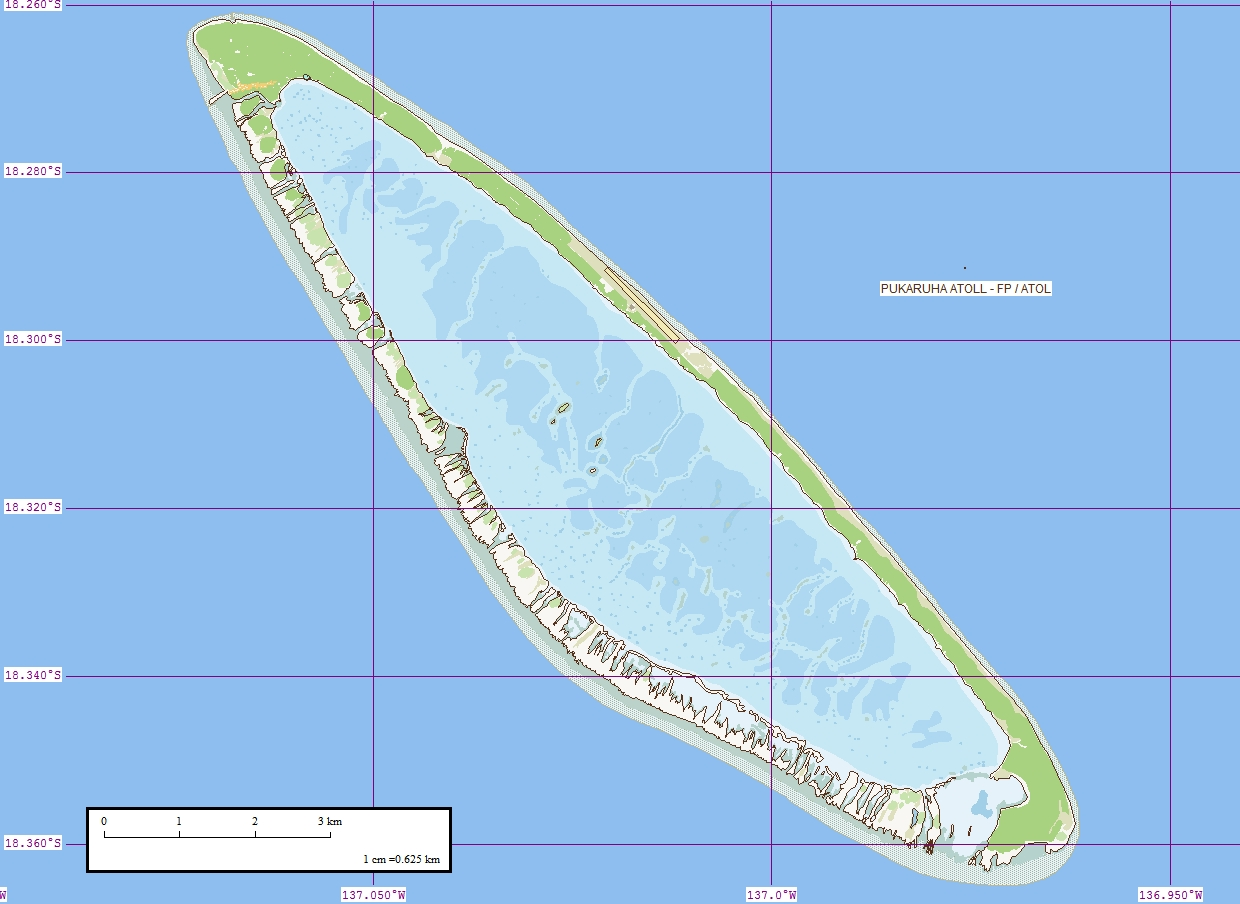
Mapa.
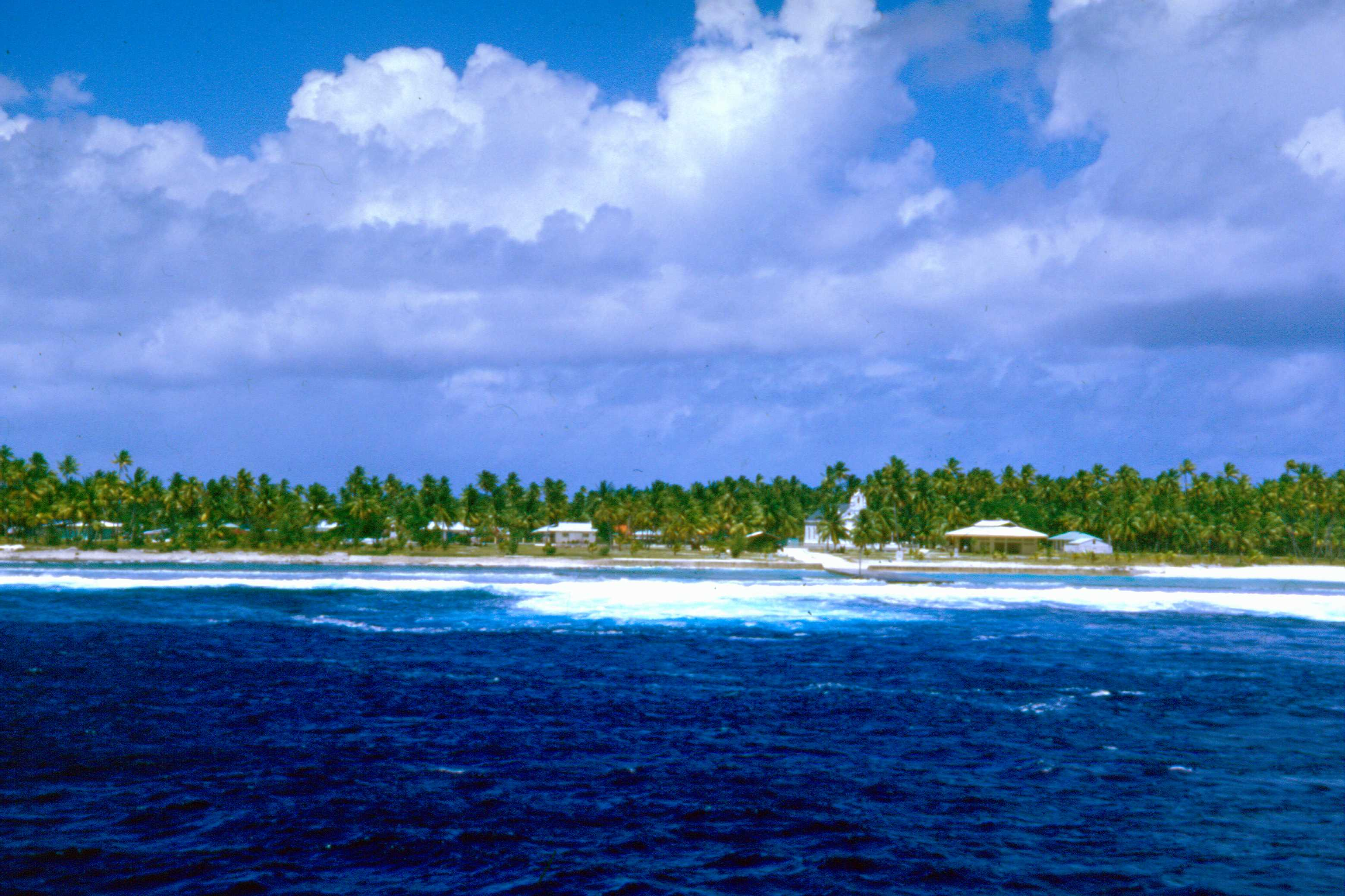
Marautagaroa.
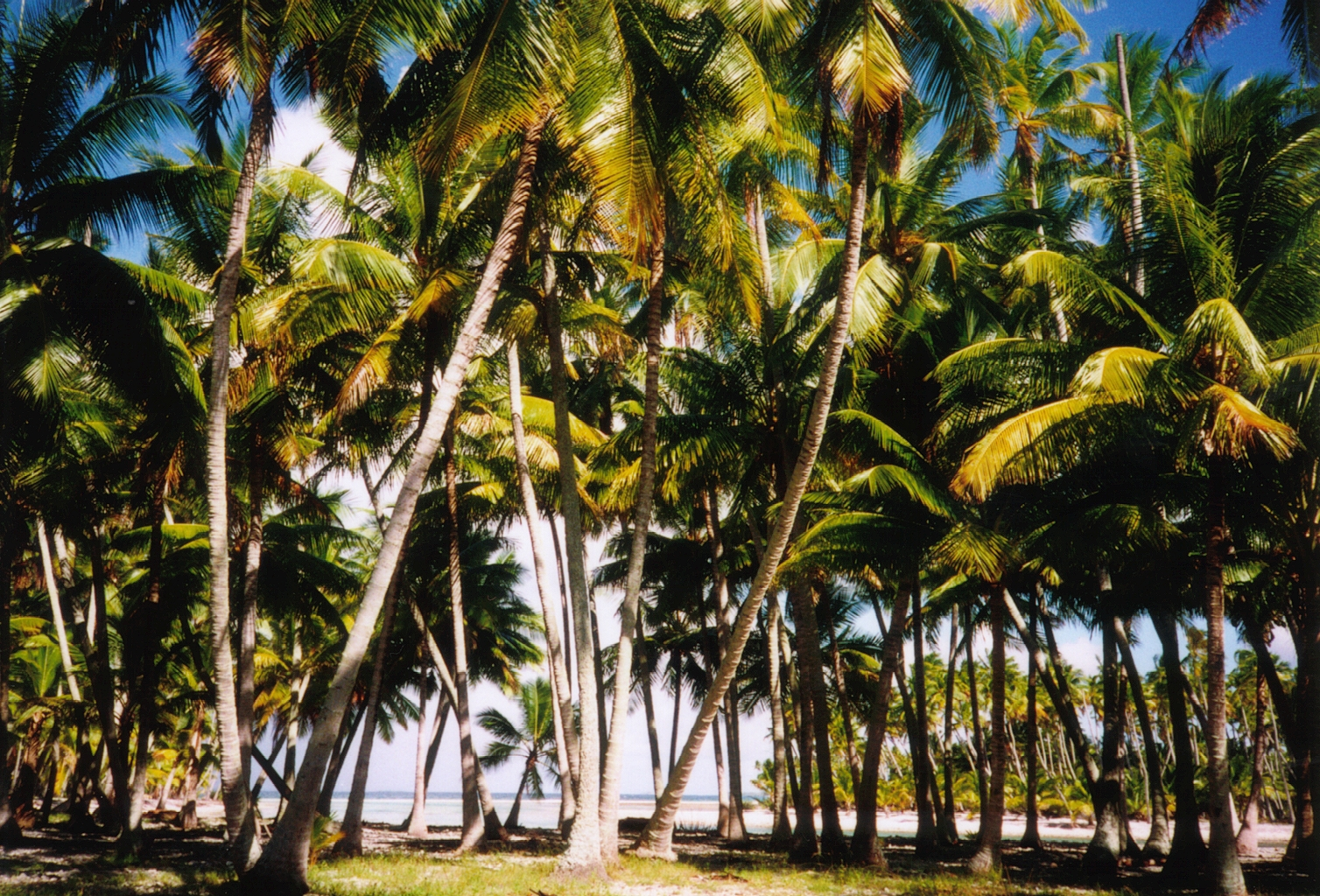
Palmeral.